# Mary Anne Mohanraj
Œuvres principales
- Colombo-Chicago

Mary Anne Amirthi Mohanraj, née le 26 juillet 1971, est une écrivaine, rédactrice en chef et universitaire américaine d'origine srilankaise.

## Jeunesse et formation
Mary Anne Mohanraj est née à Colombo, au Sri Lanka. Elle déménage aux États-Unis à l'âge de deux ans et grandit en Nouvelle-Bretagne, dans le Connecticut.
Ses parents, qui avaient prévu initialement de retourner au Sri Lanka après quelques années et envisagent ensuite d'envoyer Mary Anne, qui a alors 12 ans, vivre chez ses grands-parents pendant un été "pour se reconnecter" avec sa patrie. Cependant, juste avant son départ, son père reçoit un télégramme indiquant « Ne l'envoyez pas. Il va y avoir des problèmes ici » et annule le voyage.
Par la suite, Mary Anne étudie à la Miss Porter's School et l'Université de Chicago et obtient un diplôme en littérature anglaise en 1993. En 1998, elle obtient une maîtrise en beaux-arts au Mills College puis un doctorat en littérature anglaise à l'université de l'Utah en 2005. En parallèle, elle participe à l'atelier d'écriture de Clarion West en 1997.

## Carrière universitaire
Mohanraj enseigne au Salt Lake Community College, puis à l'université de l'Utah et au Vermont College. De septembre 2005 à juin 2007, elle est professeure associée dans le cadre du programme MFA à l'université Roosevelt. De 2007 à 2008, elle est également professeure associée à la Northwestern University, au Centre for the Writing Arts. En juillet 2008, elle enseigne au Clarion Workshop,. Depuis 2008, elle travaille au département d'anglais de l'Université de l'Illinois à Chicago (UIC), d'abord en tant que professeure adjointe de clinique, puis actuellement en tant que professeure agrégée de clinique. En parallèle, elle est coordinatrice associée des études asiatiques et asiatiques américaines à l'UIC de 2009 à 2014,.

## Carrière d'écrivaine
Son roman fix-up, Colombo-Chicago (Bodies in Motion), a reçu une mention honorable aux Asian American Literary Awards 2007 et a été nommé comme livre remarquable par le quotidien USA Today. En 2006, Mohanraj reçoit une bourse du Conseil des arts de l'Illinois en prose. Elle est la cofondatrice et rédactrice en chef de Clean Sheets, un magazine en ligne d' érotisme, de 1998 à 2000. En 2000, elle soutient la fondation de Strange Horizons, dont elle est la rédactrice en chef jusqu'en 2003.
En 2004, elle fonde la Fondation de littérature spéculative, qu'elle dirige toujours, et est membre fondateur et directrice exécutive de Desilit, une organisation conçue pour soutenir les écrivains sud-asiatiques ainsi que de la diaspora. Mohanraj fonde également et occupe le rôle de directrice exécutive du festival biennal Kriti, une célébration de la littérature et des arts sud-asiatiques et de la diaspora, fondée en 2005. Depuis 2013, elle est la rédactrice en chef de Jaggery, « A DesiLit Arts and Literature Journal ».
Mohanraj était l'hôte de la saison 12 du podcast Writing Excuses.
Les écrits de Mohanraj explorent fréquemment les questions d' identité culturelle. Elle a noté dans des interviews qu'elle ressentait la complexité de tels problèmes dans sa propre vie : « Quand les gens me demandent quelle est mon identité, je peux dire que je suis sri-lankaise-américaine. . . . Je pourrais dire que j'ai été élevé catholique, mais maintenant je suis agnostique. Je pourrais dire que j'ai été traitée de pédé, parce que même si j'ai été avec un homme ces 17 dernières années, je suis bisexuelle. ». Elle est aussi activiste de la sexualité ; elle a fondé et modère l'Atelier des écrivains érotiques sur Internet, et est une ancienne modératrice pour soc.sexuality.general.
Mohanraj a vu plusieurs de ses histoires publiées dans l'univers partagé de science-fiction Wild Cards édité par George R. R. Martin. Les recueils dans lesquels ses nouvelles sont parues sont Fort Freak, Lowball, Low Chicago, Three Kings et Joker Moon.

## Vie privée
Mohanraj vit à Oak Park, Illinois, une banlieue de Chicago, avec son mari, Kevin Whyte (un mathématicien), et leurs enfants, sa fille Kaviarasi Whyte (née le 18 mai 2007) et son fils Anandan Whyte (né le 24 septembre 2009). Elle s'autoproclame polyamoureuse (« nous avons une relation ouverte, et je me sens très chanceuse de pouvoir avoir d'autres amours dans ma vie »), et entretient une relation de plus de 20 ans avec l'écrivain-éditeur Jed Hartman, ce que Hartman reconnaît sur son propre site Web,,.
Le 12 février 2015, elle annonce sur son blog qu'elle a reçu un diagnostic de cancer du sein. Elle a documenté le traitement (y compris la chimiothérapie et une tumorectomie ) dans un « journal du cancer » sur son site Web. Le 24 février 2015, elle épouse Whyte, avec qui elle avait eu un partenariat domestique pendant 23 ans.
En 2017, Mary Anne Mohanraj se présente au conseil d'administration de la bibliothèque d'Oak Park,. La démocratie pour l'Amériqueapprouve sa candidature. Elle est élue avec succès le 4 avril 2017. En avril 2021, elle est élue à la commission scolaire D200 qui régit Oak Park et River Forest High School.

## Distinctions et récompenses
- 2018 Imadjinn Award for Best Non-Fiction Book pour Invisible 3: Essays and Poems on Representation in SF/F[32]
- Prix Locus spécial 2019 pour la sensibilisation et le développement communautaires[33]

## Œuvres

### Romans
- (en) Kathryn in the City: A Choose-Your-Own-Erotic-Adventure, 2003
- (en) The Classics Professor: A Choose-Your-Own-Erotic-Adventure, 2003Écrit avec Michael Hemmingson (en).
- Colombo-Chicago, Buchet-Chastel, 2006 ((en) Bodies in Motion: Stories, 2005), trad. Adélaïde Robault, 344 p.  (ISBN 2-283-02148-0)Réédition, Le Livre de poche no 31031, 2008, 348 p. (ISBN 978-2-253-11981-4)
- (en) The Stars Change, 2013
- (en) Perennial: A Garden Romance, 2018

### Recueils divers
- (en) Torn Shapes of Desire, 1997
- (en) Silence and the Word, 2004
- (en) Without a Map, 2010Écrit avec Nnedi Okorafor.

### SérieWild Cards
Cette liste n'est pas exhaustive.
1. (en) Fort Freak, 2011Anthologie de nouvelles écrites avec Paul Cornell, David Anthony Durham, Ty Franck, Stephen Leigh, Victor Milán, John J. Miller, Kevin Andrew Murphy (en), Cherie Priest et Melinda Snodgrass
2. (en) Lowball, 2014Anthologie de nouvelles écrites avec Michael Cassutt, David Anthony Durham, David D. Levine, Melinda Snodgrass, Ian Tregillis, Carrie Vaughn et Walter Jon Williams
3. (en) Low Chicago, 2018Anthologie de nouvelles écrites avec Saladin Ahmed, Paul Cornell, Marko Kloos (en), John J. Miller, Kevin Andrew Murphy (en), Christopher Rowe et Melinda Snodgrass
4. (en) Three Kings, 2020Roman coécrit avec Peter Newman (en), Peadar Ó Guilín (en), Melinda Snodgrass et Caroline Spector
5. (en) Joker Moon, 2021Anthologie de nouvelles écrites avec Michael Cassutt, Leo Kenden, David D. Levine, Victor Milán, John J. Miller,  Steve Perrin, Christopher Rowe, Walton Simons, Melinda Snodgrass et Caroline Spector
6. (en) Sleeper Straddle, 2024Roman coécrit avec Max Gladstone, Stephen Leigh, Cherie Priest, Christopher Rowe, Carrie Vaughn, Walter Jon Williams et William F. Wu

### Non-fiction
- (en) A Taste of Serendib: A Sri Lankan Cookbook, 2003
- (en) Feast of Serendib: Recipes from Sri Lanka, 2020

### Littérature pour enfants
- (en) The Poet's Journeys, 2008

### Livres édités
- (en) Aqua Erotica, 2000
- (en) Wet: More Aqua Erotica, 2002
- (en) The Best of Strange Horizons: Year One, 2003
- (en) The WisCon Chronicles, Vol. 9: Intersections and Alliances, 2015
- (en) Invisible 3: Essays and Poems on Representation in SF/F, 2017
- (en) Survivor, 2018

### Rédaction de magazines/revues en ligne
- Clean Sheets (fondateur et rédacteur en chef, 1998-2000)[34]
- Strange Horizons (fondateur et rédacteur en chef, 2000–2003)[9]
- Jaggery (fondateur; rédacteur en chef, 2013-2017)[13]